# Cathorops variolosus
Cathorops variolosus és una espècie de peix de la família dels àrids i de l'ordre dels siluriformes.

## Distribució geogràfica
Es troba a Sud-amèrica: Guaiana Francesa.